# Kaminey
Kaminey è un film indiano del 2009 diretto da Vishal Bhardwaj.

## Premi
- Apsara Film & Television Producers Guild Awards
  - 2010: "Best Actress in a Leading Role" (Priyanka Chopra), "Best Actor in a Negative Role" (Amole Gupte)
- Filmfare Awards
  - 2010: "Best Special Effects" (Govardhan Vigraham)
- Global Indian Music Academy Awards
  - 2010: "Most Popular Caller Tune" (Vishal Bhardwaj - Dhan Te Nan), "Best Music Director" (Vishal Bhardwaj), "Best Music Arranger and Programmer" (Clinton Cerejo, Hitesh Sonik - Dhan Te Nan)
- International Indian Film Academy Awards
  - 2010: "Best Action" (Shyam Kaushal)
- National Film Awards
  - 2010: "Special Jury Award for Film editing" (A. Sreekar Prasad), "Best Audiography" (Subash Sahoo)
- Screen Awards
  - 2010: "Best Actor (Popular Choice)" (Shahid Kapoor)
- Stardust Awards
  - 2010: "Editor's Choice Best Actor" (Shahid Kapoor)